# Grotjaur
Grotjaur är en sjö i Storumans kommun i Lappland och ingår i Umeälvens huvudavrinningsområde. Sjön har en area på 2,95 kvadratkilometer och ligger 407 meter över havet. Sjön avvattnas av vattendraget Långvattsbäcken (Ullisbäcken).

## Delavrinningsområde
Grotjaur ingår i det delavrinningsområde (723284-153453) som SMHI kallar för Utloppet av Grotjaur. Medelhöjden är 430 meter över havet och ytan är 10,34 kvadratkilometer. Räknas de 12 avrinningsområdena uppströms in blir den ackumulerade arean 242,31 kvadratkilometer. Långvattsbäcken (Ullisbäcken) som avvattnar avrinningsområdet har biflödesordning 2, vilket innebär att vattnet flödar genom totalt 2 vattendrag innan det når havet efter 301 kilometer. Avrinningsområdet består mestadels av skog (70 procent). Avrinningsområdet har 3,15 kvadratkilometer vattenytor vilket ger det en sjöprocent på 30,4 procent.